# Tesla, Inc.
Tesla, Inc. (tidligere Tesla Motors, Inc.) er et amerikansk børsnoteret selskab (NASDAQ: TSLA

), der beskæftiger sig med produktion og design af elbiler, batterier og andre produkter relateret til bæredygtig energi, såsom eksempelvis solcellepaneler. Selskabet blev grundlagt i Californien, USA, i 2003 af en gruppe ingeniører, som havde en vision om at revolutionere markedet for elbiler. Selskabet er opkaldt efter opfinderen og elektroingeniøren Nikola Tesla, som særligt er kendt for sine bidrag til udbredelsen af brugen af vekselstrøm i slutningen af det 19. århundrede samt starten af 20. århundrede. 
Tesla havde frem til 2021 hovedsæde i Palo Alto, Californien, men har siden ultimo 2021 haft hovedsæde i Austin, Texas. Selskabet har længe været kendt for deres iøjnefaldende medstifter, Elon Musk, som har været selskabets CEO siden 2008 (en titel, som officielt blev ændret fra CEO til Technoking of Tesla i 2021) og bestyrelsesformand i perioden fra 2004 til 2018. 
Salget af elbiler startede i 2008 med Tesla Roadster, som skabte international opmærksomhed, da det var den første elsportsvogn på markedet. [kilde mangler]
Ifølge Mozilla Foundation høster bl.a. Teslas biler mange data.

## Historie

### Grundlæggelse (2003-2004)
Selskabet blev den 1. juli 2003 stiftet som Tesla Motors, Inc. af Martin Eberhard og Marc Tarpenning. Eberhard og Tarpenning fungerede som henholdsvis CEO og CFO. Eberhard sagde, at han ønskede at bygge "en bilproducent", som også fungerede som en "teknologivirksomhed" med kerneteknologier såsom "batteriet, computersoftwaren og den proprietære motor".
Ian Wright var Teslas tredje medarbejder, som tilsluttede sig virksomheden et par måneder senere. I februar 2004 rejste virksomheden 7,5 millioner dollars i en finansieringsrunde, hvoraf 6,5 millioner dollars kom fra Elon Musk, som to år tidligere havde fået 100 millioner dollars fra sit salg af sin andel i selskabet PayPal. Musk blev herefter selskabets bestyrelsesformand og den største aktionær i Tesla. J. B. Straubel tilsluttede sig Tesla i maj 2004 og blev selskabets CTO (chief technical officer).
I 2009 lagde Eberhard – som på dette tidspunkt var blevet fortrængt fra Tesla – sag an mod Musk, hvor han blandt andet beskyldte Musk for at "omskrive historien" ved blandt andet at portrættere sig selv som "stifter" og "skaber" af Tesla. Der blev efterfølgende, i september 2009, indgået et forlig i sagen, hvor Eberhard og Tesla blev enige om, at tillade alle fem – Eberhard, Tarpenning, Wright, Musk og Straubel – at kalde sig medstiftere af selskabet. Til trods for dette retsforlig er Musk ved flere efterfølgende lejligheder blevet beskyldt for ikke at være en af stifterne af Tesla, hvortil Musk har påpeget, at selskabet blot var et skuffeselskab uden nogle medarbejdere, noget design eller nogen prototype, inden han blev del af selskaber – selv navnet "Tesla Motors" var ejet af nogle andre. Musk har endvidere beskyldt Eberhard for at "dedikere sit liv" til aktivt at promovere idéen om, at Musk ikke var en af medstifterne af Tesla. Ligeledes har Musk sagt, at det var hans livs "værste forretningsmæssige beslutning", at starte Tesla med de to oprindelige medstiftere i stedet for bare J.B. Straubel.
Navnet Tesla var tiltænkt som en hyldest til opfinderen og elektroingeniøren Nikola Tesla, der opfandt den første AC motor (vekselstrømsmotor), som anvendes i selskabets biler. Indledningsvis ejede selskabet dog ikke rettighederne til varemærket, da en mand fra Sacramento ved navn Brad Siewert havde købt rettighederne til navnet "Tesla Motors". I henhold til Musk sendte selskabet derfor deres "flinkeste medarbejder" til Sacramento i 2004 i et forsøg på at overtale Brad til at sælge dem rettighederne til navnet. I sidste ende lykkes det at overtale Brad til at sælge dem rettighederne til navnet for $75.000. I tilfælde af at det ikke var lykkes at købe rettighederne til navnet ville man være gået med navnet Faraday – opkaldt efter den britiske fysiker Michael Faraday, der opdagede elektromagnetisme.

### Roadster (2005-2009)
Musk blev efterfølgende aktivt involveret i selskabet og overså på et detaljeret niveau designet af selskabet første prototype af en elbil – den såkaldte Tesla Roadster –  men var dog ikke dybt involveret i den daglige drift af selskabet. Virksomhedens strategi var at starte med en sportsvogn og derefter begynde at udvikle og producere almindelige køretøjer, inklusive sedaner og mere prisvendelige biler.
I februar 2006 førte Musk an i en ny finansieringsrunde, hvor han personligt sammen med kapitalfonden Valor Equity Partners tilførte selskabet $13 millioner. Kort tid herefter, i maj 2006, førte Musk på ny an i en tredje finansieringsrunde, som tilføjede selskabet yderligere $40 millioner – denne finansieringsrunde fik støtte fra prominente iværksættere, såsom Googles medstiftere Sergey Brin og Larry Page samt den tidligere eBay-præsident Jeff Skoll. Et år efter, i maj 2007, fik selskabet tilføjet $105 millioner i en fjerde finansieringsrunde.
Prototypen af Teslas første bil, Tesla Roadster, blev officielt afsløret for offentligheden den 19. juli 2006 i Santa Monica, Californien, i forbindelse med en begivenhed i Barker Hangar i Santa Monica Lufthavn.
I august 2007 blev Eberhard bedt af bestyrelsen, anført af Elon Musk, om at træde tilbage som CEO. Eberhard fik derefter titlen som "President of Technology", før han endeligt forlod virksomheden i januar 2008. Medstifter Marc Tarpenning, der havde fungeret som "Vice President for Electrical Engineering", forlod også selskabet i januar 2008. I august 2007 blev Michael Marks hentet ind som midlertidig CEO, hvorefter Ze'ev Drori  i december 2007 blev udnævnt til selskabet CEO og præsident. Musk efterfulgte dog Drori som CEO allerede i oktober 2008. I juni 2009 anlagde Eberhard en retssag mod Musk, hvor han beskyldte Musk for angiveligt at have tvunget ham ud selskabet.
Tesla begyndte produktionen af Roadsteren i 2008. I januar 2009 havde Tesla rejst  i alt $187 millioner og leveret 147 biler. Musk havde personligt bidraget med $70 millioner af sine egne penge til selskabet.
I juni 2009 blev Tesla godkendt til at modtage $465 millioner i et rentebærende lån fra det amerikanske energiministerium. Finansieringen, som var en del af det $8 milliarder store Advanced Technology Vehicles Manufacturing (ATVM) Loan Program, støttede både udviklingen og produktion af Tesla Model S sedan, såvel som udviklingen af andre kommerciel teknologier. Tesla tilbagebetalte lånet i maj 2013, inklusiv en rentebetaling på samlet 12 millioner.

### IPO, Model S og Model X (2010-2015)
Tesla købte i maj 2010, hvad der senere skulle blive Tesla-fabrikken i Fremont, Californien, af Toyota for $42 millioner. Fabrikken åbnede i oktober 2010 og startede med at producere Tesla Model S. Den 29. juni 2010 lod Tesla sig børsnotere på NASDAQ gennem en børsintroduktion (IPO), som det første amerikanske bilfirma siden Ford Motor Company havde ladet sig børsnotere i 1956. Tesla udstedte 13,3 millioner aktier til offentligheden til en pris på $17,00 pr. aktie, hvilket derved tilførte selskabet $226 millioner. Samlet havde selskabet en aktiekapital på 93,5 millioner aktier ved børsintroduktionen hvilket afstedkom, at selskabet samlet værdi – til en pris på $17,00 pr. aktie – blev bestemt til ca. $1,58 milliarder. Elon Musk forblev efter børsnotering den største aktionær i selskabet med en beholdning på 27,4 millioner aktier (omkring 29%). Tesla-aktien åbnede i en kurs på omkring $19 på sin første handelsdag på den amerikanske børs og lukkede i en kurs på $23.89 (ca. $2,2 milliarder i markedskapitalisering).

## Modeller

### Tesla Roadster (2008-2012)
Tesla Roadster, Teslas første model, blev produceret i årene 2008-2012 og blev primært solgt i Californien. Roadster kan accelerere fra 0-100 km/t på under 4 sekunder, køre knap 350 kilometer på en opladning og med en tophastighed på 200 km/t.

#### Roadster 2.0
Tesla Roadster 2.0 blev annonceret i november, 2017. Dens rækkevidde er 1000 kilometer (ca. 620 miles).

### Model S (2012-)
De første eksemplarer af Tesla Model S til de amerikanske forbrugere blev leveret den 22. juni 2012 ved en særlig event på Tesla-fabrikken i Californien. Sedanen havde oprindeligt kodenavnet "Whitestar."  Tesla bygger Model S i Fremont, Californien på en samlefabrik, der tidligere blev drevet af NUMMI, et ophørt joint venture mellem Toyota Motor og General Motors.
Model S har vundet Motor Trend Car of the Year i 2013, World Green Car of the Year i 2013, Automobile Magazines Car of the Year i 2013 og Time Magazines bedste 25 opfindelser i 2012. Omkring 2.650 Model S biler blev solgt i løbet af 2012 i USA, og 4.900 biler i 1. kvartal 2013, dermed var det den bedst sælgende plug-in-elbil på det amerikanske marked i 1. kvartal 2013.
Model S Plaid er blandt de hurtigste biler i verden – ikke kun blandt elbiler, men blandt alle biler.  Model S Plaid kan accelerere fra 0-100 km/t på 2,1 sekunder, med rækkevide på 600 km. Model S har derimod en længere rækkevidde på op til 650 km, men en lidt lavere acceleration.[kilde mangler]

### Model X (2015-)
Tesla Model X er en firehjulstrukket SUV. Første prototype blev præsenteret i februar 2012, og de første kunder i Californien fik deres eksemplar i september 2015. Bilen bygger på samme platform som Model S. Kendetegnet ved Model X er dens falcon doors, "mågevingedøre", der gør det muligt at stå op i bilen.

### Model 3 (2017-)
Tesla Model 3 eller Model III er en mindre og billigere Tesla. I USA med startpriser fra $39.000 og i Danmark fra 369.900 kr. for Standard Range Plus. Rækkevidden for denne startmodel er 409 kilometer med batterier fra Teslas nye "Gigafactory" i Nevada i USA. Model 3 kom i produktion i 2017 og på det europæiske marked fra 2019. Den opgivne rækkevidde er meget afhængig af temperatur, køre- og lademønster. Blandt flere nyskabelser er bilens centrale betjeningsdisplay, som erstatter traditionelle knapper og displays. Model 3 blev i november 2019 kåret til 'Årets Bil i Danmark 2020' af Danske Motorjournalister.

### Model Y (2020-)
Tesla Model Y er en kommende elbil crossover (CUV). Den blev præsenteret i marts 2019 med levering til det amerikanske marked i medio marts 2020 og de europæiske og asiatiske markeder i 2021. Det er Teslas anden model til massemarkedet sammen med Model 3, som den deler mange komponenter med. Model Y fås med en tredje sæderække som ekstraudstyr, hvilket giver plads til syv personer.
Ifølge Elon Musk bliver Model Y en billigere og mere kompakt udgave af storesøsteren Model X, men nært beslægtet med Model 3. Prismæssigt ventes Model Y at koste fra ca. 400.000 kr. i Danmark.

### Tesla Semi (2022-)
Tesla Semi er en Klasse 8 trailerdrager fra Tesla, Inc. med en tri-motor og baghjulstræk. Tesla påstår at den har omkring tre gange mere kraft end en typisk diesel-lastbil af samme slags og en rækkevidde på 800 km. Der blev vist to prototyper i november 2017 og der første leverancer var til PepsiCo d. 1 december, 2022. I 2025 er den stadig i produktion. En opdatering i 2024 indikerer fuld produktion kommer til at blive igangsat i 2025.

### Tesla Cybertruck
Tesla Cybertruck er en pickup. Den blev annonceret i november 2019, og pilotproduktionen blev igangsat i juli 2023, efter at være blevet forsinket flere gange. De første leverancer kom d. 30. november 2023. Der findes tre modeller: baghjulstræk, dual-motor firehjulstræk og tri-motor firehjulstræk med en estimeret rækkevidde på 510-550 km afhængig af modellen. Bilens karrosseri er fremstillet af flade plader af umalet rustfrit stål, hvilket resulterede i en meget blandet modtagelse fra medierne.

## Andre produkter

### Powerwall
Powerwall er et husbatteri introduceret den 30. april 2015 i Los Angeles af Elon Musk.
De første leveringer begyndte i sommeren 2015.
Priserne ligger på 3.000 $ for et 7 kilowatts batteri, ekilowatts batteri. Powerwall produceres på Teslas "Gigafactory" i Nevada i USA. 

## Aktiekursen
Tesla blev børsnoteret den 28. juni 2010 på NASDAQ. Børsnoteringen udbød 13.000.000 aktier til en pris på 17 $ pr. aktie.  Siden den 20. marts 2020 er Tesla-aktien eksploderet, og da Tesla-aktien nåede over 1.000 $ pr. aktie annoncerede Elon Musk i august 2020, at Tesla laver et aktiesplit, hvor man splitter alle aktier i fem. Pr. 19. februar 2021 handles Tesla-aktien for cirka 795 $ pr. aktie, hvilket svarer til cirka 3.975 $ før aktiesplittet. Aktien er således steget hele 4.576 % siden børsnoteringen, og mange investorer betragter Tesla-aktien som en voldsom aktieboble. Der er dog andre investorer - herunder Cathie Wood fra Ark Invest - som mener, at Tesla-aktien fortsat er stærkt undervurderet.

## Henvisningsprogram - 1500 km gratis supercharging
Tesla har løbende forskellige henvisningsprogrammer, som giver forskellige fordele. På nuværende tidspunkt i 2021 gives 1500 km gratis supercharging ved køb af Tesla gennem henvisningslink. Henvisningslinket leder videre til køb af modellerne: Model 3, Model X og Model S. Det er også muligt at benytte Tesla henvisning til brugte Teslaer, ved køb gennem Tesla.